# 山手警察署
山手警察署（やまてけいさつしょ）は、神奈川県警察が管轄する警察署の一つである。
横浜市警察部隷下、第一方面に属する小規模警察署であり、署長は警視。識別章所属表示はIB。
当署管轄区域内は横浜山手の閑静な高級住宅街や、三溪園、根岸森林公園等、歴史的建造物が多く残る古くからの観光地区の街並みと、本牧の新興住宅・レジャースポットの顔を併せ持つ。年間を通して観光客が多い地域である。また横浜ベイブリッジや本牧埠頭等の港湾区域の治安維持も担当している。
管内には指定暴力団稲川会系組事務所が存在する。
土地柄、庁舎は県下各署に比べ洒落たデザインとなった。

## 所在地
- 横浜市中区本牧宮原1番15号

## 管轄区域
- 横浜市中区のうち

山手町、諏訪町、北方町、本牧町、山元町、根岸町、上野町、千代崎町、本郷町、大和町、麦田町、小港町、本牧十二天、本牧大里町、本牧元町、本牧三之谷、本牧間門、本牧和田、本牧荒井、本牧満坂、本牧緑ケ丘、西之谷町、立野、矢口台、池袋、根岸加曾台、根岸旭台、根岸台、仲尾台、竹之丸、鷺山、柏葉、西竹之丸、大平町、大芝台、簑沢、寺久保、塚越、妙香寺台、豆口台、滝之上、千鳥町、豊浦町、錦町、本牧ふ頭、かもめ町、南本牧、本牧原、本牧宮原、和田山
- 同　磯子区のうち

上町（13番地から15番地まで）、馬場町（13番地）、坂下町（5番地）、下町（13番地）
- 同　南区山谷、平楽のうち通称エリヤＸ

## 沿革
- 1877年2月 開設。
- 1925年10月1日 山手警察署に改称。
- 1926年6月10日 八幡橋警察署（現・磯子警察署）を分署。
- 1948年
  - 3月7日 警察法の公布に伴い、自治体警察として横浜市警察が発足。横浜市山手警察署となる。
  - 6月15日 磯子区のうち西根岸下町・西根岸坂下町・西根岸馬場町・西根岸上町の各一部を磯子警察署より、南区のうち山谷・中村町の各一部を寿警察署よりそれぞれ移管。
- 1955年7月1日 神奈川県警察が横浜市警察を統合したことに伴い、神奈川県山手警察署となる。
- 1994年2月 現庁舎が落成。

## 組織
- 署長（警視）
- 副署長（警視）
- 警務課 - 警務係、住民相談係
- 留置管理課（平成28年度新設） - 管理係
- 会計課 - 会計係
- 生活安全課 - 防犯少年係、経済保安係
- 地域課（警ら用無線自動車2台、小型警ら車1台） - 地域企画係、地域第一係、地域第二係、地域第三係
- 刑事課 - 強行犯係、盗犯係、鑑識係、知能暴力犯係、薬物銃器対策係、国際犯係
- 交通課 - 交通総務係、交通捜査係、交通指導係
- 警備課 - 公安係、外事係

（8課体制）
※「神奈川県警察の組織に関する規則（昭和44年神奈川県公安委員会規則第2号）」を参考にした。

## 交番
- 本牧三之谷交番　中区本牧三之谷9番7号
- 根岸交番　中区根岸町2丁目85番地
- 本牧ふ頭交番　中区本牧ふ頭3番地
- 見晴通交番　中区北方町1丁目1番地の1
- 山手駅前交番　中区立野78番地
- 山元町交番　中区山元町2丁目96番地
- 港の見える丘公園前交番　中区山手町99番地

### 廃止された交番
- 間門交番　中区池袋60番地（平成30年、根岸交番へ統合により廃止[1]）
- 麦田町交番　中区麦田町1丁目26番地の3（2023年3月末に隣接する交番と統合し廃止[2]）

## 自動車ナンバー自動読取装置（Nシステム）
- 中区根岸台（一般市道）